# Cejo
Cejo (llamada oficialmente Santo Adrao de Cexo) es una parroquia y un lugar del municipio español de Verea, en la provincia de Orense, Galicia.

## Toponimia
La parroquia también es conocida por los nombres de San Adrián de Cejo y San Adrián de Cexo.

## Historia
Hacia mediados del siglo XIX, la parroquia, ya por entonces perteneciente a Verea, tenía contabilizada una población de cuatrocientos habitantes. Aparece descrita en el sexto volumen del Diccionario geográfico-estadístico-histórico de España y sus posesiones de Ultramar de Pascual Madoz con las siguientes palabras:

CEJO (San Adrian de): felig. en la prov. y dióc. de Orense (5 leg.), part. jud. de Bande (1 1/2), ayunt. de Verea (1). sit. en la estremidad occidental de la prov., y al pie de una montaña, donde la combaten los vientos N. y NO. El clima es frio y saludable. Comprende ademas del l. de su nombre, y los de Auguela, Gondesenda y Lidime, que reunen unas 92 casas. La igl. parr. (San Adrian), se halla servida por un cura y un capellan. El curato es de primer ascenso y de provision ordinaria en concurso. Al S. de la parr. se halla el cementerio en paraje que no puede perjudicar á la salud pública. Confina el térm. N. Milmanda; E. Sta. Maria de Cejo; S. Portela, y O. Bangueses. Brotan en él distintas fuentes de buenas aguas, las cuales aprovechan los vec. para su gasto doméstico y otros usos. En esta parr. nace el arroyo llamado Tuño, que baña las de Albos, Acevedo y Paizas por el E., las de Monteiro, Ramiranes y Villameá por el O., y confluye en el Arnoya, junto al santuario de Mundil. El terreno es quebrado y de mediana calidad; abunda en robles, tojos, retamas y yerbas de pasto. Los caminos son vecinales y en regular estado. El correo se recibe de Orense tres veces á la semana por el mismo balijero de Celanova. prod.: maiz y patatas; se cria ganado vacuno, lanar y cabrio; hay caza de liebres, conejos y perdices, y algunas truchas de esquisito gusto en el mencionado Tuño. ind.: ademas de la agricultura tiene algunos telares de lienzos ordinarios. pobl.: 92 vec, 400 alm. contr. con su ayunt. (V.)
(Madoz, 1847, p. 292)

## Organización territorial
La parroquia está formada por cuatro entidades de población:
- A Auguela
- Cexo
- Gondesende
- Ledime

## Demografía

### Parroquia
| Gráfica de evolución demográfica de Cejo (parroquia) entre 2000 y 2023 |
|                                                                        |
| Datos según el nomenclátor publicado por el INE.                       |

### Lugar
| Gráfica de evolución demográfica de Cexo (lugar) entre 2000 y 2023 |
|                                                                    |
| Datos según el nomenclátor publicado por el INE.                   |